# Świadkowie Jehowy w Mali
Świadkowie Jehowy w Mali – społeczność wyznaniowa w Mali, należąca do ogólnoświatowej wspólnoty Świadków Jehowy, licząca w 2023 roku 367 głosicieli, należących do 6 zborów. Na dorocznej uroczystości Wieczerzy Pańskiej w 2023 roku zgromadziło się 914 osób. Działalność miejscowych głosicieli nadzoruje senegalskie Biuro Oddziału. Biuro Krajowe znajduje się w Bamako.

## Historia
W roku 1962 czterech Świadków Jehowy z Ghany rozpoczęło regularną działalność kaznodziejską w Mali. Potem o wsparcie działalności w tym kraju poproszono też francuskich współwyznawców, działających w Algierii. Po kilku miesiącach problemy zdrowotne zmusiły ich do powrotu do Francji. 10 maja 1964 roku zostali zastąpieni przez małżeństwo, które dostało przydział do Bamako.
We wrześniu 1965 roku czterech pionierów specjalnych deportowano z Mali. Wszyscy zostali przeniesieni do Senegalu. W Mali pozostało dwóch pionierów. W 1977 roku zanotowano liczbę 32 głosicieli, działających w jednym zborze w Bamako.
W 1991 roku założono drugi zbór, a w całym kraju działało 104 głosicieli. W roku 1995 powstały kolejne 4 zbory i liczba głosicieli wzrosła do 154 osób.
W roku 2008 zanotowano liczbę 255 głosicieli. W latach 2011–2012 Świadkowie Jehowy z Senegalu zorganizowali pomoc humanitarną dla współwyznawców w Mali, którzy zostali poszkodowani przez suszę. W 2014 roku w Mali działało 348 głosicieli.
W 2016 roku zorganizowano kursy językowe w języku bomu. W stolicy oddano do użytku nową Salę Królestwa. 
W 2021 zanotowano liczbę 382 głosicieli, a na uroczystości Wieczerzy Pańskiej zebrały się 994 osoby.
Zebrania zborowe i kongresy regionalne odbywają się w języku francuskim, języku bambara i amerykańskim języku migowym.
Świadkowie Jehowy wydają publikacje w językach używanych w Mali. Oprócz francuskiego, także w bambara, bomu (w tych językach dostępny jest także oficjalny serwis internetowy – jw.org) i fulfulde (maasina).